# Hemigrammus bleheri
Hemigrammus bleheri és una espècie de peix de la família dels caràcids i de l'ordre dels caraciformes.
Es troba a Sud-amèrica: conques dels rius  Negro i Meta. Viu a àrees de clima tropical entre 23 °C-26 °C de temperatura.
Els mascles poden assolir 3,6 cm de llargària total.